# 조아통상조약(한문, 아문)
조아통상조약(한문, 아문)(朝俄通商條約)은 서울특별시 서초구 반포동, 국립중앙도서관에 있는 조선시대의 조약문서이다. 1998년 12월 26일 서울특별시의 유형문화재 제108호로 지정되었다.

## 개요
이 책은 조선과 러시아 간에 체결한 조약문서이다.
그 내용은 조선과 러시아가 자유롭게 영원히 통상하자는 것이다. 당시 조선이 수입한 것은 농기, 주류 등 39종, 호박 등 32종, 약품 등 4종이며, 수출은 금은 등 5종, 홍삼 등 다수이다. 조선에서는 고종 21년(1884) 5월 15일에 특간전권대신 김병시가 서명을 하였고 같은해 6월 25일에 러시아 전권대신이 서명을 하였다. 또한 고종 22년(1885) 8월 16일에 고종이 경복궁에서 직접 서명한 것이다.
이것은 러시아와의 외교사를 연구하는데 중요한 자료이다.

## 참고 자료
- 조아통상조약 - 국가유산청 국가유산포털